# Кулич
Кулич је насељено место града Смедерева у Подунавском округу, Србија. Насеље је у периоду 1959–1997. године било у саставу насеља Шалинац, а пре 1959. било је самостално насеље. Према попису из 2022. има 229 становника (према попису из 2011. било је 232 становника).
У близини насеља налази се тврђава Кулич.